# جاكي موران
جاكي موران (بالإنجليزية: Jackie Moran)‏ هو كاتب سيناريو وممثل أمريكي، ولد في 26 يناير 1923 في الولايات المتحدة، وتوفي بنفس المكان في 20 سبتمبر 1990.

## وصلات خارجية
- جاكي موران على موقع IMDb (الإنجليزية)
- جاكي موران على موقع قاعدة بيانات الفيلم (الإنجليزية)